# Clan MacLachlan
MacLachlan (Gälischer Name: MacLachlainn; gälisch: Sohn des Lachlan) ist der Name eines schottischen Clans.

## Geschichte
Der MacLachlan-Clan entstand aus dem Kreis der Nachkommen des irischen Königs Niall of the Nine Hostages, circa 400 n. Chr. Im 13. Jahrhundert taucht der Name Lochlainn erstmals in Schottland auf, als Lachlan Mor sich am Loch Fyne in Schottland ansiedelt. Nach ihm sind auch heute noch Lachlan Water, Lachlan Bay, das Dorf Strathlachlan und das Castle Lachlan benannt. Im 15. Jahrhundert war der MacLachlan-Clan aufgrund ihrer engen Bindung zur Kirche bekannt. Politische Macht erlangte der Clan durch die mächtige Allianz mit dem direkten Nachbarclan, den Campbells.

## Die Unterstützung der Stuarts
Zu Berühmtheit gelangte der MacLachlan-Clan durch seine Loyalität zu den Stuarts. Bereits der im Exil lebende James Francis Edward Stuart wurde von dem Clan unterstützt. Lachlan MacLachlan, der 17. Clanchef, war ein enger Vertrauter von Prinz Charles Edward Stuart und zog für ihn mit einem 300 Mann starken Heer 1746 in die Schlacht von Culloden gegen die Engländer. Das Heer der Highlander wurde vernichtend geschlagen, Lachlan MacLachlan kam ums Leben. In den Nachwehen der Schlacht wurde das Castle Lachlan niedergebrannt und die Clanfamilie musste fliehen. Durch das starke Bündnis mit dem Campbell-Clan blieb das Land der Maclachlans erhalten, sodass ein neues Castle Lachlan gebaut und der Clan an seinen Platz zurückkehren konnte.

## Bilder

Clan-Abzeichen und Motto
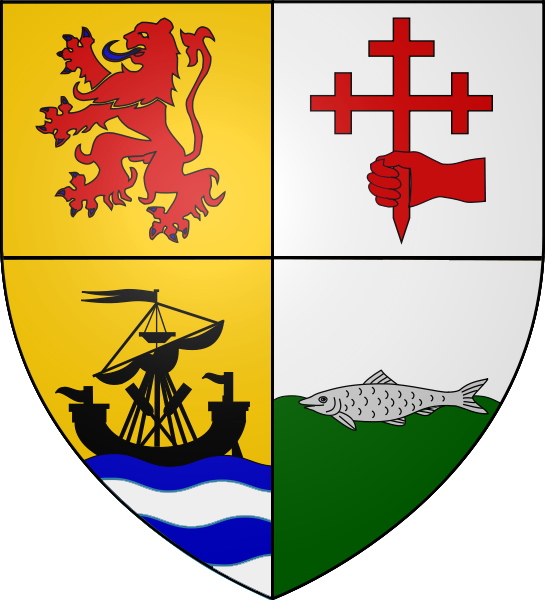
Wappen der MacLachlans
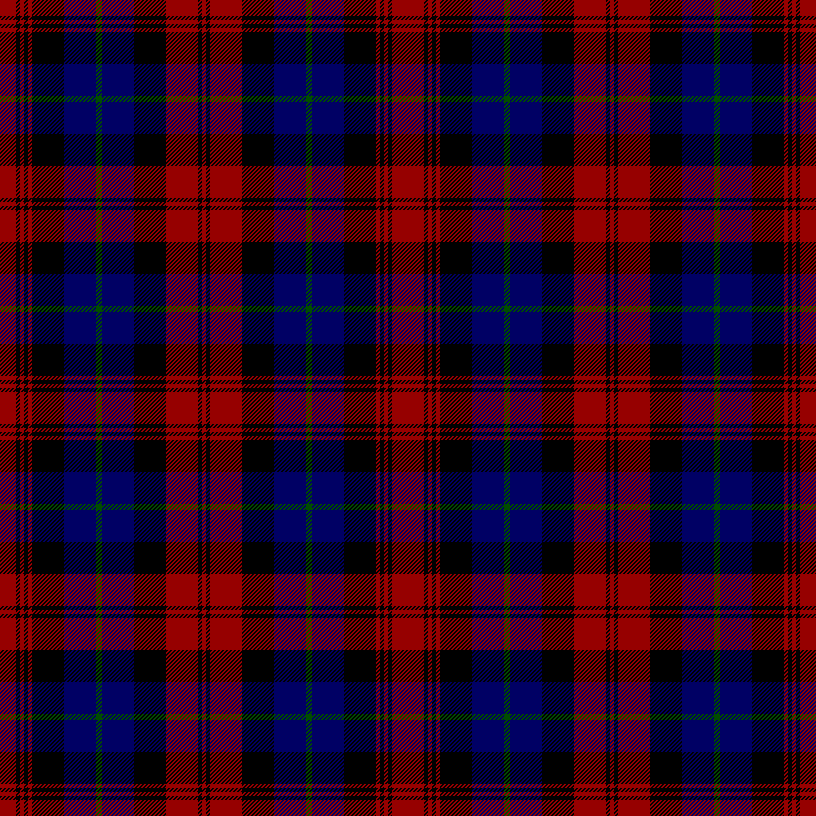
Tartan
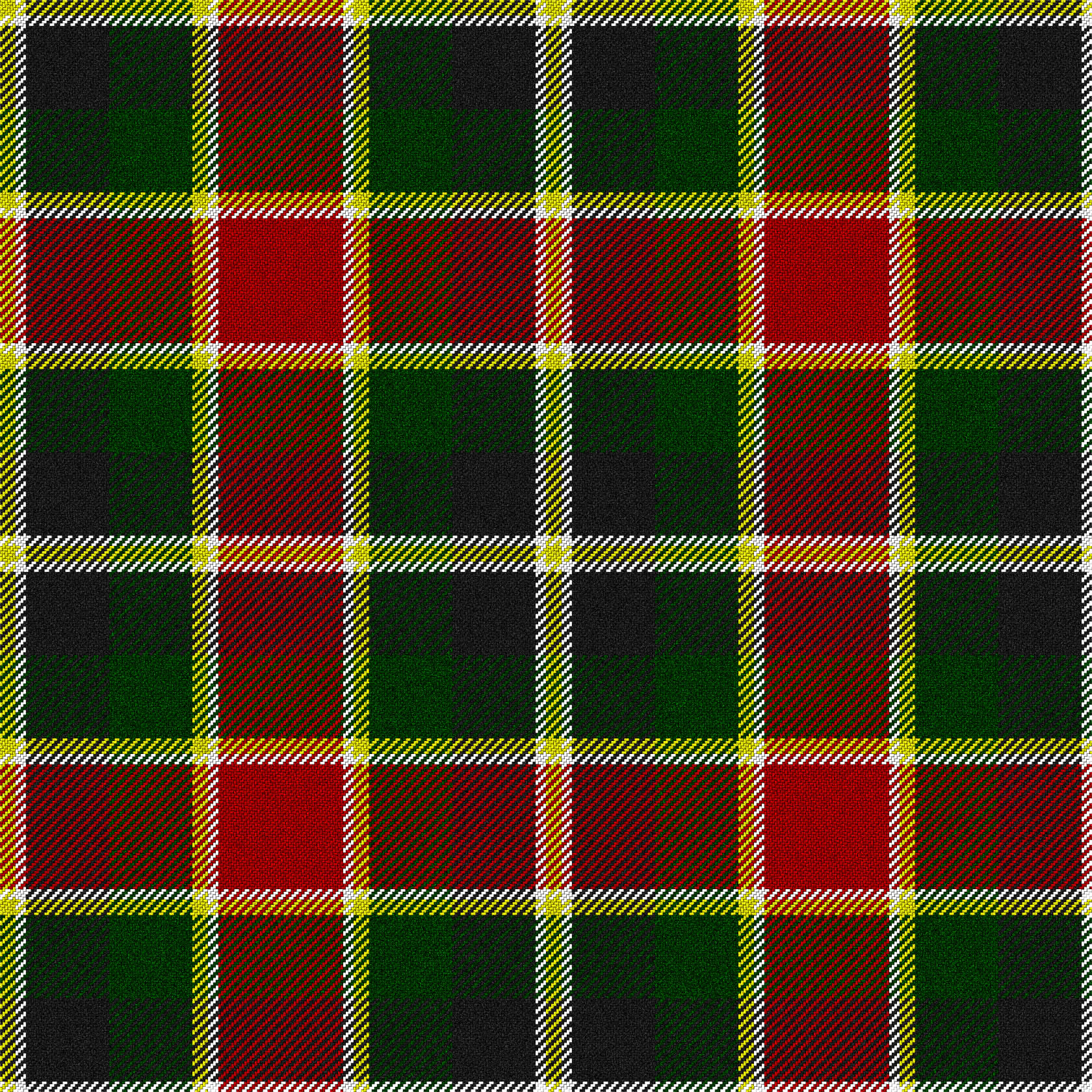
Hunting-Tartan